# WFL-26
Le WFL (Wetterfunkgerät-Land) est un type de station météorologique automatique utilisée par les Allemands pendant la Seconde Guerre mondiale. Il était formé d'un assemblage d’instruments météorologiques, d'un émetteur à ondes courtes de 150 W, d'une antenne et d'une batterie de piles au cadmium. L’ensemble était contenu dans dix cylindres de 1 mètre de haut par 1,5 mètre de circonférence, chacun d’un poids de 100 kg environ. « Kurt » en était le nom de code.

## Description
L’un des dix cylindres qui composait la station contenait une antenne de 10 mètres avec un anémomètre. D’autres contenaient les instruments de mesure, tels que : thermomètre, hygromètre, ou baromètre. En tout, le système réunissait trente-cinq éléments.
Une fois installée, la station émettait un bulletin météo, sous forme de signal codé, toutes les trois heures. Un appareil appelé diaphragme de Graw (du nom du docteur Graw, de Berlin) traduisait en morse les valeurs observées pour la température, l’humidité, la pression atmosphérique, la vitesse du vent et sa direction. Des stations réceptrices situées en Europe du Nord les captaient sur une fréquence de 3 940 kHz. Le message complet était transmis en moins de deux minutes. La station émettait donc huit fois par jour. 
L’ensemble de l’appareil avait été conçu par le Dr. Ernest Ploetze et par Edwin Stoebe, de la compagnie Siemens.

## Usage
Durant la Seconde Guerre mondiale, les stations WFL servaient à informer la marine allemande, et particulièrement la flotte sous-marine, de l’évolution des conditions météorologiques dans l’Atlantique Nord. Comme les systèmes climatiques tendent à évoluer d’ouest en est dans cette région, le BDU (Befehlshaber der U-Boote, le commandant en chef des U-Boote, (l’amiral Karl Dönitz) avait besoin des meilleures prévisions possibles pour planifier des missions qui, elles, allaient d’est en ouest, avec retours. 
L’Allemagne construisit 21 de ces stations dont 14 furent disposées dans les régions arctiques et subarctiques. (Spitzberg, l'île aux Ours, la Terre François-Joseph et le Groenland), trois furent installées autour de la mer de Barents, au nord de la Norvège et deux étaient destinées à l’Amérique du Nord. La première fut installée à Martin Bay, au Labrador, en 1943, par l’équipage du U-537. La seconde ne parvint jamais à destination, le sous-marin qui la transportait, le U-867, ayant été coulé au nord-ouest de Bergen le 19 septembre 1944. 
La station de Martin Bay (WFL-26), nommée station Kurt, ne fut découverte par les autorités canadiennes qu’en 1980, quand un retraité de Siemens effectuant des recherches sur cet appareil en signala l’existence aux garde-côtes. L’appareil est aujourd’hui conservé au Musée canadien de la guerre, à Ottawa.